# Fultondale
Fultondale – miasto w Stanach Zjednoczonych, w stanie Alabama, w hrabstwie Jefferson. W roku 2023 miasto zamieszkiwało 9617 osób, a gęstość zaludnienia wynosiła 303,4 osoby/km².